# Ahmed El Sakka
Ahmed Mohamed Salah El-Din El-Sakka (Il Cairo, 1º marzo 1973) è un attore egiziano soprannominato "Il cavaliere egiziano".

## Biografia
Suo padre è il regista Salah El-Sakka e suo nonno Abdo Al-Srouji. È sposato e ha 3 figli. Ahmed El-Sakka si è laureato presso l'Istituto Superiore di Arte Drammatica, Dipartimento di recitazione. Uno dei suoi film più famosi è El Gzera.

## Filmografia

### Cinema
- Al Marakbi, regia di Karim Diaa Eddin (1995)
- Harmonica, regia di Fakher Eddien Negieda (1996)
- Sa'eedi fil gamaa el amrekeia, regia di Said Hamed (1998)
- Hamam fi Amsterdam, regia di Said Hamed (1999)
- Short w Fanelah w Cap, regia di Said Hamed (2000)
- Ayam El-Sadat, regia di Mohamed Khan (2001)
- Africano, regia di Amr Arafa (2001)
- Mafia, regia di Sharif Arafah (2002)
- Tito, regia di Tarek Alarian (2004)
- Harb Atalia, regia di Ahmed Saleh (2005)
- An el-Ishq wa el-Hawa, regia di Kamlah Abu-Zikri (2006)
- Taymour and Shafika, regia di Khalid Marie (2007)
- El-Gazirah, regia di Sharif Arafah (2007)
- Ala Ganb Ya Usta, regia di Said Hamed (2008)
- Ibrahim Labyad, regia di Marwan Hamed (2009)
- Ibn el-Qunsul, regia di Amr Arafa (2011)
- Ala Guththeti, regia di Mohamed Bakir (2012)
- El-Maslaha, regia di Sandra Nashaat (2012)
- Baba, regia di Akram Farid (2012)
- El Gezira 2, regia di Sharif Arafah (2014)
- 30 Years Ago, regia di Amr Arafa (2016)
- Horoob Etirari: Forced Escape, regia di Ahmed Khaled (2017)
- Karmouz War, regia di Peter Mimi (2018)
- The Money, regia di Said El Marouk (2019)
- Al Dealer, regia di Ahmed Saleh (2020)
- 200 Pounds, regia di Mohamed Amin (2021)
- The Spider, regia di Ahmad Nader Galal (2021)
- Taranim iblis, regia di Ahmad Nader Galal (2021)
- Aserb: The Squadron, regia di Ahmad Nader Galal (2022)

### Televisione
- Nesf Rabie' Al-Akhar - serie TV, episodio 1x01 (1996)
- Zeezinya - serie TV, episodio 1x03 (1997)
- The Cinderella (Soad Hosni) - serie TV (2006)
- Lahazat Harega 2 - serie TV, episodio 2x01 (2010)
- Ayza Atgawez - serie TV, episodio 1x10 (2010)
- Khotot Hamraa - serie TV, 30 episodi (2012)
- Amir and the Journey of Legends - serie TV, 30 episodi (2013)
- Roundtrip - serie TV (2015)
- Alhisan al'aswad - serie TV (2017)
- Rahem - serie TV, episodio 1x01 (2018)
- Weld Al Ghalabah - serie TV (2019)
- Extra Sugar - serie TV (2020)
- The Choice - serie TV, episodio 1x29 (2020)
- Outsider Bloodline - serie TV, 30 episodi (2021)